# 南社站
南社站，位于中国广东省东莞市茶山镇超朗村，为广深铁路已撤销的车站。
南社站于1911年启用，是广九铁路华段首批建成开通的车站。1951年，车站降级为乘降所。1984年撤销。
广深铁路完成电气化改造及扩建第二、三线后，客流逐步增加，运输能力趋于饱和，故2001年9月在第三线上临时增设南社站，作列车会让用。截至2004年5月，该站每天接发列车84趟，其中客车32趟，货车52趟；图定站内停会让车14趟。2007年广深铁路第四线完工后，本站撤销。